# Jacques Ruytinx
Jacques Ruytinx (1924) is een Vlaamse professor emeritus logica en wetenschapsfilosofie aan de Vrije Universiteit Brussel. 
Ruytinx promoveerde op 17 mei 1957 aan de Vrije Universiteit Brussel in de filosofie. Als hoogleraar aan de Vrije Universiteit Brussel gaf Ruytinx les in logica en argumentatieleer. Een van zijn doctoraalstudenten was Antoon Van den Braembussche, die hij samen met Leo Apostel begeleidde. Na zijn pensionering werd hij aldaar later opgevolgd door Jean Paul Van Bendegem.
Van 1962 tot 1986 diende Ruytinx in het bestuur van het in 1955 opgerichte Nationaal Centrum voor Navorsingen in de Logica in België.